# مستر دولار (فلم)
مستر دولار، فيلم مصري من إنتاج العام 1993.

## بطولة
- يونس شلبي
- حسين الشربيني
- سعاد نصر
- ميرنا المهندس
- هانم محمد
- ضياء الميرغني

## قصة الفيلم
صابر الشاب الفقير يقيم في منزل قديم يملكه في إحدى المناطق الشعبية.. يرفض «صابر» بيع منزله للمعلم غانم ويبحث عن اى عمل شريف لتعيش منه بعيدًا عن سطوة المعلم، ويضطر لتنظيف السيارات أمام أحد النوادى الرياضية الكبيرة. تسوء أحوال صابر عقب طرده من العلم، ليقوم ببيع منزله ويستثمر أمواله حتى يصبح من الأثرياء، ليتسنى له الالتحاق بعضوية النادى بعد دفع اشتراكه الكبير. يجتذب صابر انتباه الثرية «ألفت» التي تسعى للزواج من ثرى، وتخطط لإيقاعه في حبائلها، لكنه يرفضها ويقرر الزواج من الفتاة الصغيرة «مسعدة» التي أحبته أيام فقره.